# Shore break

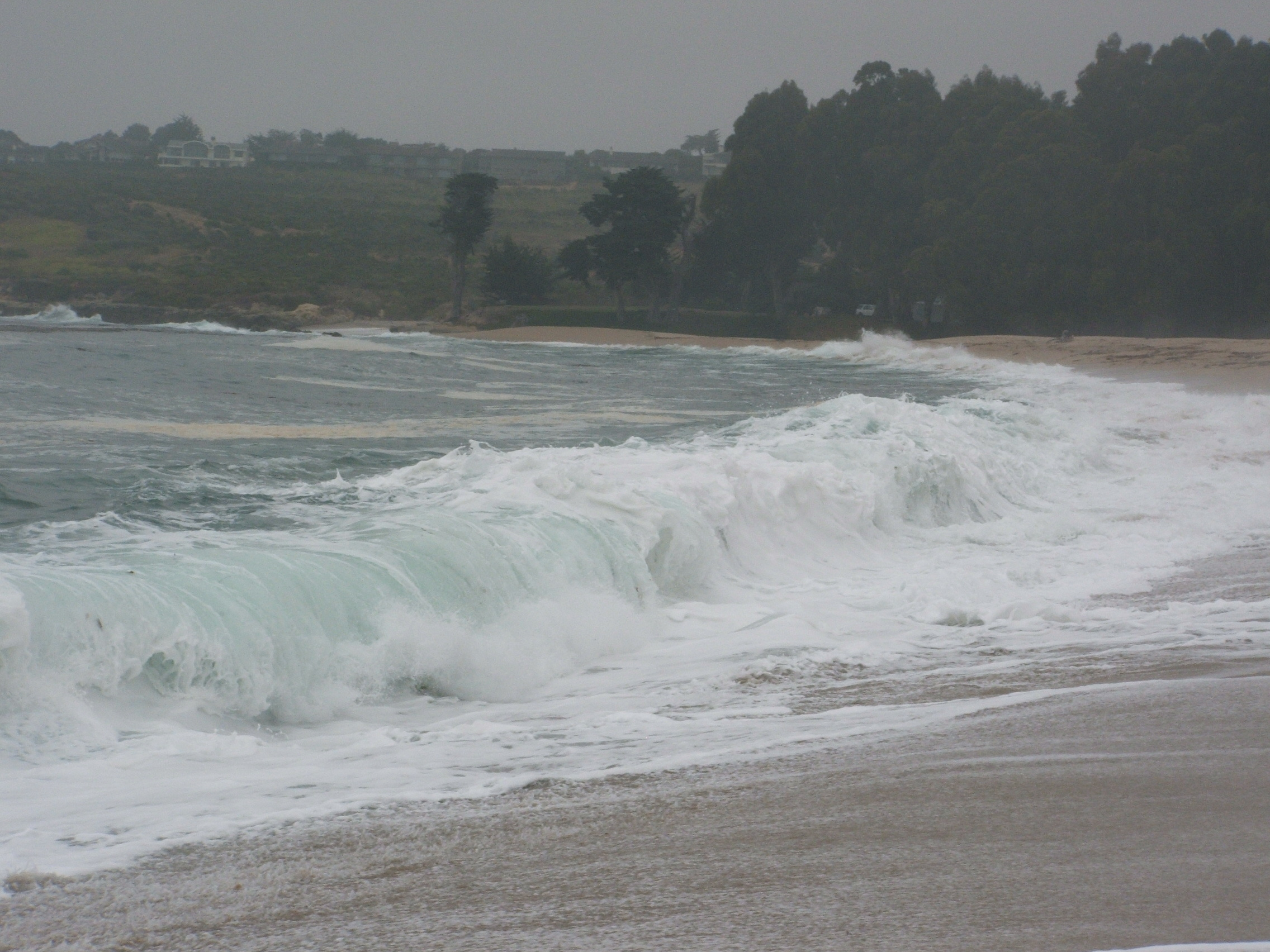
Shore break (brisant de rivage) sur une plage de sable.

Un shore break (en français « vague de bord », « brisant de rivage » ou encore « rouleau de bord ») est, dans le jargon des surfeurs, une vague très puissante qui a la particularité de se briser près du rivage et donc dans très peu d'eau. Certains shore breaks (hawaïens notamment) forment des vagues « mutantes » qui, combinées à la couleur cristalline de l'eau, permettent des clichés magnifiques, immortalisés par le photographe Clark Little.

## Formation
Ces vagues se forment généralement à marée haute ou lorsque la mer descend. Elles sont très puissantes et ont la caractéristique d'être très rapides entre le début du déferlement et le moment où elles éclatent.
De ce fait, il est très difficile de surfer une telle vague sans la recevoir rapidement sur la tête. La puissance aidant, les planches de surf sont très vite cassées dans de telles conditions, c'est pourquoi la pratique de la glisse dans le brisant de rivage se fait surtout en bodyboard, bodysurf, kneeboard, ou skimboard.
Le rouleau de bord est redouté, car la puissance de la vague frappant dans peu d'eau projette très lourdement sur le fond les personnes  prises dans la vague et peut causer des blessures extrêmement graves à la colonne vertébrale et entraîner une tétraplégie. Pour éviter ces blessures, il faut plonger sous la vague. Une très bonne condition physique et une très bonne connaissance de ce genre de vague sont indispensables pour les surfer.

## Localisation
Les plus gros brisants de rivage au monde comme ceux de Waimea Bay (Oahu, Hawaï) ou The Wedge (Newport Beach, Californie), sont des vagues qui peuvent facilement dépasser 5 mètres de haut et éclater dans une profondeur de 60 centimètres. De plus, ces vagues éclatent à moins de 20 mètres du bord. Elles sont réservées à un niveau de pratique excellent.
En France, les rouleaux de bord les plus impressionnants se trouvent dans le Sud-Ouest, sur la côte atlantique. Hossegor, Ondres (Landes) ou Anglet (Pyrénées-Atlantiques) peuvent produire des brisants dévastateurs (une des premières causes d'intervention des sauveteurs sur les plages). En effet, en projetant violemment les baigneurs sur le sable, la vague peut provoquer des lésions irréversibles voire mortelles. D'autre part, en Méditerranée, la mer agitée à Nice (plus largement de la siesta[pas clair] à Antibes à Nice en passant par Villeneuve-Loubet, Cagnes-sur-Mer et Saint-Laurent-du-Var) casse uniquement en shore break, ce qui fait la dangerosité du littoral les jours de vent. 
On a souvent tendance à confondre le terme shore break, avec beach break (vague qui se forme sur un fond sablonneux), ou reef break (vague qui se forme sur un fond rocheux ou de coraux).

## Propriétés
Les brisants de rivage sont très puissants car ils creusent. À taille et période de houle égale, une vague se brisant sera plus puissante qu'une vague déferlant au large. Dangers supplémentaires : le peu de fond pouvant entraîner des traumatismes ainsi que le puissant ressac qui emporte le baigneur là où casse la vague.